# 小島章一
小島 章一（こじま しょういち）は、日本の哲学者。長野県出身。

## 人物
1944年（昭和19年）、旧制松本高等学校文科乙類を卒業。1949年（昭和24年）、京都大学文学部哲学科哲学専攻を卒業。在学中は高山岩男に師事していた。
日本大学法学部講師、神奈川大学講師を歴任。日本ヘーゲル学会に所属。

## 著書
- 「実存と哲学」（八千代出版）
- 「ポイエーシスとしての哲学」（八千代出版）
- 「哲学の世界」（武内義範、大島康正、斎藤義一、小島章一 編、 創文社）
- 「哲学への道」　(建帛社)　1970年（昭和45年7月1日初版発行）